# Chlooralkaan

Structuurformule van 1-chloorbutaan, een lineair chlooralkaan.

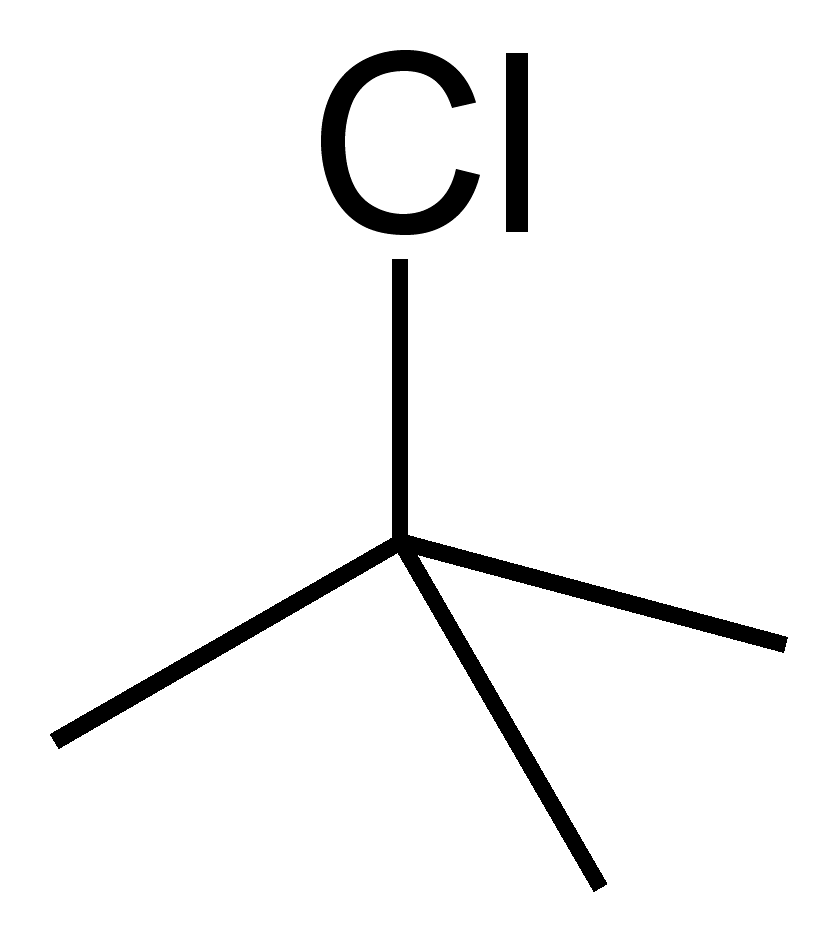
Structuurformule van 2-chloor-2-methylpropaan, een vertakt chlooralkaan.

Chlooralkanen zijn organische verbindingen die een alkaan als basisstructuur bezitten en waarbij één of meer waterstofatomen vervangen zijn door chloor. Door hun specifieke chemische eigenschappen zijn ze onmisbaar voor de chemische industrie. Ze kunnen echter zeer schadelijk zijn voor het milieu.
Chlooralkenen en gechloreerde aromaten worden niet tot deze groep van verbindingen gerekend, omdat zij onverzadigheden bevatten.

## Indeling en eigenschappen
De vele bekende chlooralkanen kunnen ingedeeld worden in de lineaire chlooralkanen (die eventueel ook vertakkingen kunnen bezitten) en de cyclische chlooralkanen. Met toenemende chlorering neemt de stabiliteit en het lipofiele vermogen (vetoplosbaarheid) van de stof toe. Daardoor wordt het afbrekende vermogen door micro-organismen af. De verlaagde oplosbaarheid van deze stoffen in water (hydrofobiteit) zorgt voor een ophoping in dierlijk vetweefsel.
Onvertakte lineaire chlooralkanen
- methylchloride
- chloroform (trichloormethaan)
- tetrachloormethaan

Vertakte lineaire chlooralkanen
- 1-chloor-2-methylpropaan
- tert-butylchloride

Cyclische chlooralkanen
- lindaan (hexachloorcyclohexaan)

## Voorkomen in de natuur
Een belangrijke bron van op natuurlijke wijze gevormde gechloreerde aromatische verbindingen zijn de houtafbrekende schimmels. Enkele schimmels zijn zelfs interessant voor de zogenaamde de-novosynthese van chlooranisylen uit glucose.
Inmiddels zijn meer dan 3800 organohalogenen van natuurlijke oorsprong bekend. Met uitzondering van de in de zeeën gevormde methylchloriden en bipyrrol Q1 zijn de concentraties van de meeste verbindingen zeer laag. De grote verscheidenheid van op natuurlijke wijze gevormde verbindingen kunnen een belangrijke bijdrage leveren bij de afbraak van de kunstmatig gemaakte schadelijke stoffen.
Het organochloride epibatidine, dat geïsoleerd is uit de driekleurige gifkikker (Epipedobates tricolor), heeft een sterk pijnstillend effect en heeft het onderzoek naar nieuwe geneesmiddelen voor pijnbestrijding gestimuleerd.